# Togitsu
Togitsu (時津町?) è una cittadina giapponese della prefettura di Nagasaki.